# Monestir de Santa Maria de Benifassà
El Reial convent de Santa Maria de Benifassà és un monestir fundat per l'orde del Cister, actualment ocupat per monges cartoixanes, i situat dins del Parc Natural de la Tinença de Benifassà, al terme municipal de La Pobla de Benifassà, Baix Maestrat (País Valencià).
El monestir està situat a la vora de la carretera entre Fredes i la Sénia, al nord-oest de l'embassament d'Ulldecona, a la Tinença de Benifassà. Fou el primer monestir cristià que es va fundar en terres valencianes, arran de la conquesta de la Tinença per Catalunya l'any 1230. D'estil gòtic cistercenc, és Monument Nacional des de l'any 1931.
Actualment, és ocupat per monges cartoixanes i es troba en perfecte estat de conservació. El monestir es pot visitar només el dijous de 13 a 15.

## Història
Abans de la presa d'aquest territori per Jaume I, ja el 1195 Alfons II prengué el castell que els musulmans anomenaven de Beni-Hazà i el donà a Ponç, prior de la catedral de Tortosa, per tal de repoblar el territori. La repoblació no s'hi degué dur a terme com evidencia el fet que el 1208 Pere el Catòlic el torna a donar al cavaller Guillem de Cervera. Aquest el va cedir al monestir de Poblet després de fer-se monjo. Més tard, Jaume I confirmaria a l'abat fra Vidal, a Guillem de Cervera i a tota la comunitat la donació del castell i terme de Benifassà i ordenà la construcció d'un monestir cistercenc sota l'advocació de la mare de Déu, donació que incloïa prats, pastures, boscos, caça, aigües, forns, molins, homes i dones, poblats, etc.
Els monjos es traslladaren allí des de Poblet el 1233, aprofitant el castell anteriorment citat, en la muntanya de Santa Escolàstica. El nou monestir es construïa a càrrec del rei per imposició d'Innocenci IV. El papa li imposà aquesta penitència per l'afer amb el bisbe de Girona, Berenguer de Castellbisbal, a qui el monarca havia tallat la llengua per haver revelat secrets de confessió relacionats amb el repartiment de les possessions reials als seus fills, segons consta en l'acta d'absolució de l'excomunió en què havia incorregut, datada del 1246.
Les primeres construccions serien la porta Reial i la seua capella, l'església, el palau de l'abat, el refectori i les cambres per als monjos. Després de dèsset anys, l'u de novembre de 1250 els monjos es traslladaren a les noves dependències, situades al pla baix del castell, amb la qual cosa restà abandonat. L'abat d'aleshores era fra Guillem d'Almenara. L'església fou acabada el 1276; així, consolidada la comunitat, es va procedir al repoblament, a l'augment del patrimoni i a la defensa dels seus drets.
Durant el segle xiv es donà un nou impuls al monestir: l'abat Ponç de Copons construeix la sala capitular (a la galeria oriental del claustre), el templet i la seua font, al claustre enfront del refectori. L'abat posterior, Bernat Pallarés, edifica el palau de l'abat, la torre damunt de la porta Reial i el seu pòrtic. Pere de Torres, abat, va fer construir els claustres i hi posà les seues armes (una torre amb dos bàculs abacials a cada costat).
El segle xv suposa una època d'esplendor per al cenobi, amb els abadiats de la família Llorens (de 1430 fins a 1518), tres abats procedents de Tortosa. Construïren la nau major de l'església, substituint el primitiu sostre de fusta per voltes de creueria. També alçaren el locutori, des de la porta de la Galilea fins a les cambres abacials. Així les construccions monacals estaven acabades.

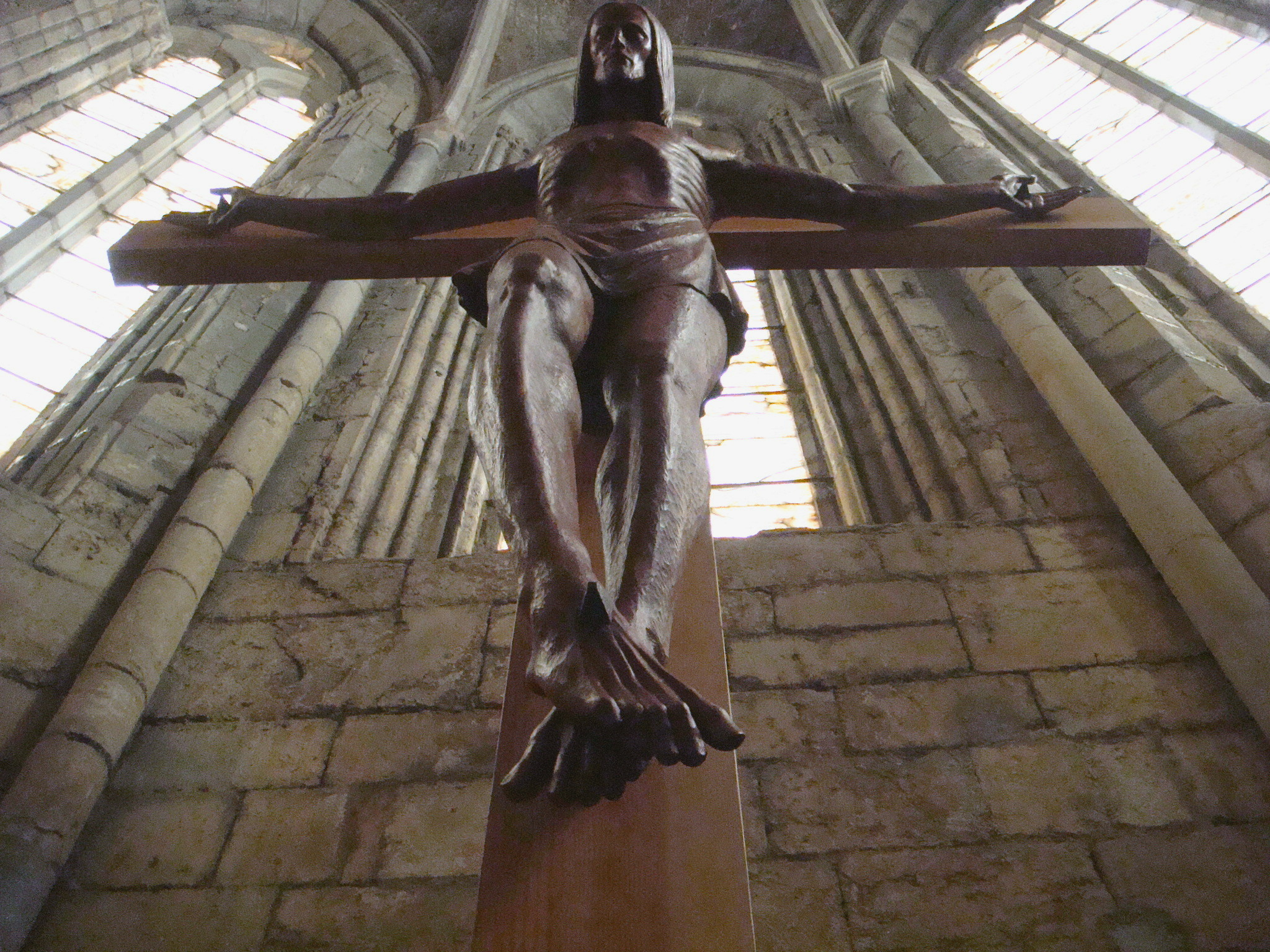
El Crist de la Pau, al Convent de Santa Maria de Benifassà

L'any 1554 el monestir es regí per abats triennals, després de 28 abats perpetus en 321 anys, i a partir de 1620 per abats triats cada quatre anys. En el segle xviii, després de la pesta i la Guerra de Successió el monestir estava bastant malmés: el 1708 només hi quedaven tres monjos, que triaren com a abat Robert Forner. Quatre anys més tard el nou abat Raimon de Reverter va refer la comunitat, amplià el palau de l'abat i afegí el creuer a l'església.
Amb la Guerra del francés comença el declivi definitiu de Benifassà. La proximitat de l'exèrcit va fer que s'evacuara l'arxiu, que va passar a custòdia dels pares predicadors d'Eivissa. Poc després, Josep Bonaparte suprimia els ordes religiosos el 1810. La comunitat tornà el 1814 amb l'arribada de Ferran VII, però el 1835 amb la desamortització, Santa Maria de Benifassà va deixar d'existir com a comunitat de monjos cistercencs. Tot això va ser la causa de la dispersió i pèrdua dels tresors que posseïa, com ara el primer manuscrit del Llibre dels Furs de València.
Les guerres carlines contribuïren al deteriorament dels edificis del monestir: el general Cabrera va establir-hi una presó i un hospital de sang. L'església es cremà quan les tropes isabelines prengueren el cenobi.
L'any 1931 es declarà Monument Nacional. Més tard, el 1957 en començà la restauració, a causa del mal estat de conservació, per la Diputació de Castelló i la Direcció General de Belles Arts, sota la direcció de l'arquitecte de la zona Alejandro Ferrant. Aquesta restauració va alterar els edificis del monestir en l'adaptació als nous usos, però també va permetre'n la conservació de molts altres.
Actualment el monestir està cedit a l'orde de la Cartoixa; la Diputació els va cedir el conjunt, des dels anys seixanta, i és l'única cartoixa femenina a l'estat. Gràcies a això s'iniciaren les obres de restauració, a partir de 1966 continuades pel P. Fernando Arnáiz, que ha sigut protagonista de la restauració de Portaceli i prior. Arnáiz accelera la reconstrucció dels edificis de l'interior de la clausura per poder allotjar la primera comunitat, que arriba l'any 1967 quan monges procedents de la cartoixa italiana de Sant Francesc s'hi estableixen. La primera priora fou Maria Montserrat Salamero; des de 1975 disposen d'estatuts i capítol general propis, que regulen un tipus de vida encaminat a realitzar l'ideal de sant Bru.

## Arquitectura

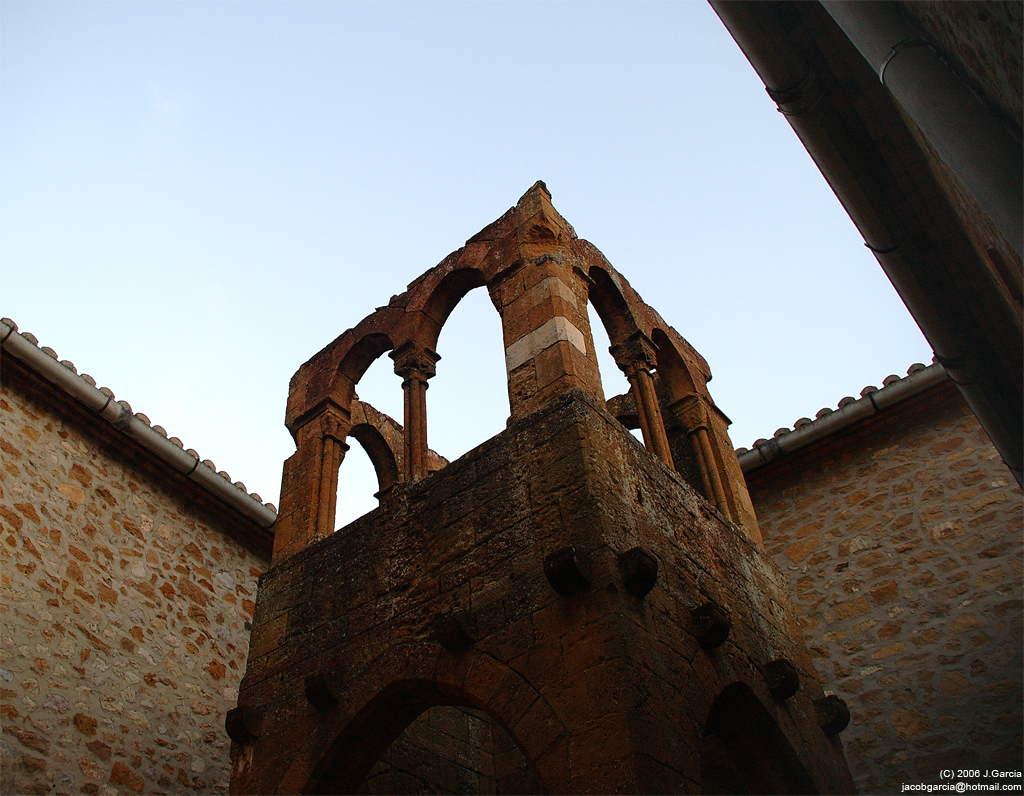
Interior del convent

Es tracta d'un recinte emmurallat amb un conjunt d'edificis de diferents èpoques, des del segle xiii fins al xviii, amb transformacions contemporànies. Es construí seguint el model de la casa mare, Poblet, encara que amb una monumentalitat menor i algunes diferències. Té elements del romànic tardà, com la manera de solucionar algunes portades, arcs torals i formers de l'església i en elements decoratius dels capitells. També hi trobem elements gòtics en les columnes del claustre, a l'estructura de l'església i en el claustre major.
Sota la direcció de Pere Torres es construïren el palau de l'Abat i el claustre, entre 1316 i 1347. La sala capitular i les dues sagristies (l'una al costat de l'altar major i l'altra al costat del claustre) són de finals del segle xiv.
En l'ala d'accés, orientada cap a migdia, s'hi troba la porta Reial amb elements que encara es poden considerar com a romànics (com la decoració en escaquer de la imposta del gran arc). Aquesta porta està flanquejada per la zona residencial dels abats, la dels reis, l'hostatgeria i la capella. Una vegada travessada la porta hi ha un gran espai a manera de pati, a l'esquerra del qual se situen diverses dependències i claustres menors amb els dormitoris. Tocant a l'entrada actual, hi ha un petit claustre on es troba una espècie de torre quadrada de dos cossos; l'inferior, més robust i massís, està obert per un arc apuntat a cada costat, en el superior a cada costat té columnetes aparellades en els angles i feixos de quatre en les intermèdies. Aquest espai s'anomena cisterna o dipòsit d'aigua, però sembla que era el templet de la font (ja que els dipòsits o cisternes solen ser subterranis). Proper a aquest petit claustre se'n situa un altre amb arcs emplafonats i el dormitori.
A la dreta de l'entrada, s'hi troba el conjunt monàstic que es desenvolupa al voltant del claustre major. Té un podi corregut sobre el qual arrenquen columnes aparellades amb pilars sobre els quals es recolzen els arcs apuntats de doble canaleta a l'intradós. Els capitells i les línies d'imposta estan decorats amb motius vegetals i rosetes, combinats amb motius figuratius o d'animals. Sobre els arcs hi ha òculs que afavoreixen la il·luminació de les galeries.
En una ala del claustre se situen la cuina, el refectori i altres dependències. A l'altra, la sagristia vella i la sala capitular. Aquesta última es va alçar a principis del segle xiv, és de planta rectangular dividida en dos trams per un arc recolzat per dues mènsules. L'accés es realitza per una porta ogival trilobulada flanquejada per dos finestrals geminats amb òculs quadrilobulats i està coberta amb voltes de creueria.

### L'església
L'església s'alça paral·lela al claustre, al nord dels edificis monacals. S'inicià durant l'abadiat de Berenguer de Concabella: posà la primera pedra el bisbe de València Andreu d'Albalat (1262), les obres s'acabaren el 1276. Posteriorment es modificaria en els segles XV i XVII, però la primera església (amb planta de creu llatina d'una sola nau) correspondria al tipus anomenat de conquesta amb teginat de fusta de dues aigües. El temple actual és d'una sola nau, amb creuer i absis poligonal. La nau es va acabar el 1460 segons els plànols del mestre Barceló de Vallibona. A l'interior, les columnes adossades al mur serveixen de suport dels arcs formers apuntats. Es cobreix amb una volta de creueria a la nau i en el creuer, la capçalera presenta una volta nervada. Les finestres són escasses, proporcionen una il·luminació reduïda volguda pels cistercencs, en forma d'ogiva i situades en els murs laterals i a l'absis. Les capelles laterals i les del creuer s'allotgen en cossos independents a l'exterior: sobreïxen en altura. En la nau central de l'església hi ha un Crist i la imatge de Nostra Senyora de Benifassà, obres modernes de l'escultor Lluis M. Saumells i Panadés. A l'exterior, la coberta de la nau és de dues aigües.
La decoració, després de les successives destruccions i reconstruccions, es limita als capitells i impostes, hi predominen els motius vegetals, però també existeixen temes figuratius.
El campanar s'ubica entre l'absis i el creuer en el costat de l'epístola. El cos inferior és gòtic, els altres dos restants i el remat en piràmide van adquirir el seu aspecte el 1672. La fàbrica és de pedra tallada en els murs exteriors i en gran part dels elements interiors.

## Priorat de les cases de Sant Robert a les cases de València
Els abats de Benifassà pertanyien al braç eclesiàstic de les Corts Valencianes, per això tenien la necessitat d'un allotjament adequat a la ciutat de València. En els primers anys utilitzaren cases particulars, les que el monestir de la Valldigna (els seus abats també eren del braç eclesiàstic) tenia, o fins i tot la del confessor del monestir femení de la Saïdia. Però aquesta situació feia necessària una casa pròpia, més encara quan el 1573 el virrei Íñigo López de Mendoza nomenà clavari de la Diputació de la Generalitat del Regne l'abat fra Joan Barberà. Aquest comprà el 1577 unes cases a la parròquia de Sant Bartomeu, al carrer dels Lladres (actualment carrer de la Mare Vella).
Amb el temps, aquests habitatges es convertiren en el priorat del monestir a València. Aquesta fundació es produí el 1639, quan s'hi reuní el capítol de la congregació cistercenca de la corona d'Aragó a les cases de la Valldigna (a l'actual carrer de Landerer). Aleshores el pare Jaume Brusca i Rebullida sol·licità, amb el consentiment de l'abat Gabriel Font, que les cases de Benifassà passaren a convertir-se en priorat. La congregació hi accedí, nomenà com a primer prior el mateix Jaume Brusca. El priorat estigué sota l'advocació de sant Robert.
Cinquanta anys després l'edifici es trobava en estat de ruïna, i havia de llogar una altra casa. Finalment, s'optà per vendre l'edifici del carrer dels Lladres (1689) i en compraren una altra al carrer de Serrans. En aquesta casa s'allotjà l'abat Gregori Oliver de Boteller el 1706, quan va viatjar fins a València per tal de prestar reconeixement a l'arxiduc Carles d'Àustria. Durant la Guerra del francès no es conservaria la casa, ja que l'abat Jaume Frassà, en refugiar-se a la ciutat, ho va fer al priorat de sant Vicent de la Roqueta.